# Paul de Vos

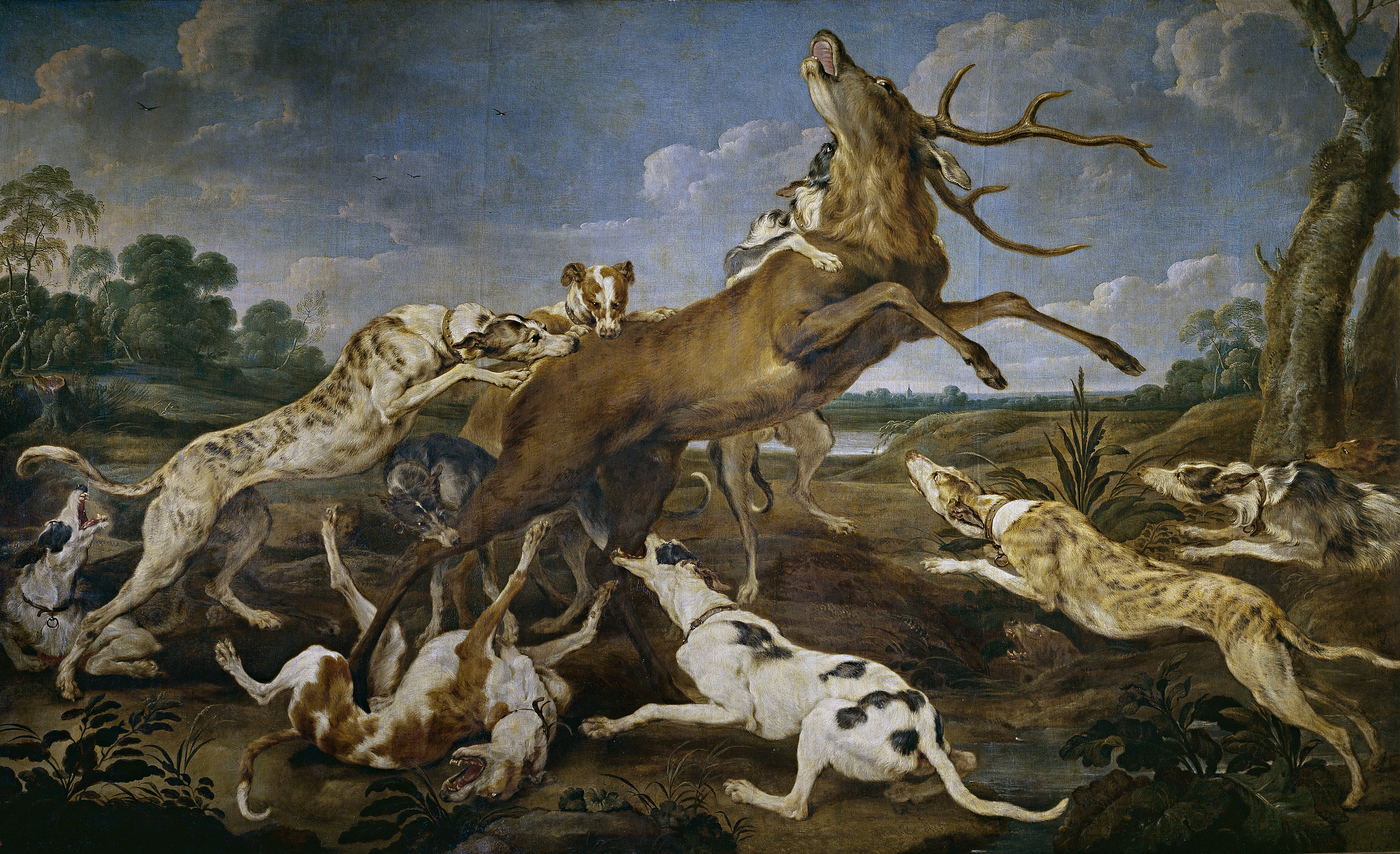
Ciervo acosado por una jauría de perros, óleo sobre lienzo, 212 × 347 cm, Museo del Prado, Madrid.

Paul de Vos (Hulst, 1595-Amberes, 1678) fue un pintor barroco flamenco especializado en la pintura de animales.

## Biografía
Nacido el 9 de diciembre de 1595 en Hulst, cerca de Amberes, actualmente en la provincia holandesa de Zelanda, como su hermano mayor, Cornelis —que le iba a pintar las figuras de sus obras—, estudió con un pintor poco conocido, David Remeeus, quien en 1611 se convirtió en su cuñado. En 1620 fue admitido como maestro en la guilda o gremio de San Lucas.
Especializado en la pintura de animales, principalmente en monumentales cacerías muy demandadas por una clientela aristocrática, su arte aparece influido por el de  Frans Snyders, casado con su hermana Margaretha, aunque se irá distanciando de él progresivamente al adoptar una pincelada más fluida con la que logra efectos atmosféricos e infundir en sus composiciones mayor tensión dramática.   
Conforme era costumbre entre los pintores de Amberes, De Vos colaboró frecuentemente con otros artistas, como Thomas Willeboirts Bosschaert, Jan van den Hoecke, Erasmus Quellinus II, Anton van Dyck y Jan Wildens, además de pintar los animales y motivos de cacería en algunas de las escenas mitológicas de Peter Paul Rubens y de su taller, como la Diana cazadora del Museo del Prado. Entre sus clientes destacaron algunos de los grandes coleccionistas españoles, como los marqueses de Leganés y del Carpio o el propio rey Felipe IV, de cuya colección procede el importante conjunto de pinturas de Paul de Vos conservado actualmente en el Museo del Prado. Además cuatro cuadros de aves y una escena de caza de Paul de Vos se conservan en el museo de la Real Academia de Bellas Artes de San Fernando procedentes de la colección de Manuel Godoy.